# Alue (Pidie)
Alue is een bestuurslaag in het regentschap Pidie van de provincie Atjeh, Indonesië. Alue telt 227 inwoners (volkstelling 2010).